# Maurice Simon (juge)
Pour les articles homonymes, voir Maurice Simon et Simon.
Maurice Simon, né le 16 février 1923 à Autun et mort le 23 mai 1994 à Dijon, est un juge et écrivain français.
Il est connu pour avoir repris l'instruction de l'affaire Grégory en 1987, alors que le premier juge d'instruction, Jean-Michel Lambert, estimait l'enquête terminée et demandait le renvoi de la mère de l’enfant devant la cour d'assises des Vosges. 

## Affaire Grégory

### Successeur du juge Lambert
En 1987, la Cour de cassation confie à la cour d'appel de Dijon le dossier de l'affaire Grégory — du nom de Grégory Villemin, un enfant de quatre ans retrouvé assassiné dans la Vologne, une rivière des Vosges. La juridiction annule quelque cinquante pièces du dossier, dont le juge Lambert était jusqu’ici chargé, et ordonne alors un supplément d'information, qui est confié à Maurice Simon, président de la chambre d'accusation de la cour d'appel. Ancien résistant, bénéficiant d'une image de magistrat aguerri, celui-ci décide à 64 ans de repousser son départ à la retraite afin de reprendre l’enquête de zéro.

### Enquête et innocence de Christine Villemin
Maurice Simon compile un dossier de quelque 19 000 pages, et procède à plus de 200 auditions et à une reconstitution de trois jours. Il se prononce en faveur de l’innocence de la mère de l’enfant, Christine Villemin, que le juge Lambert souhaitait renvoyer devant la cour d’assises des Vosges. Celle-ci bénéficiera d’un non-lieu pour « absence de charges » en 1993.
Pendant ses investigations, Maurice Simon reçoit régulièrement des menaces de mort, dont une en 1989 : « Vas-tu voir 1990 ? Ça c'est notre affaire. En tout cas, tu seras tué. »,.

### Relations aux médias, dessaisissement et infarctus
Il adopte un style plus discret que son prédécesseur vis-à-vis des médias, qu'il tient très longtemps éloignés de son enquête et dont il dénonce les méthodes.
Le 10 septembre 1989, alors que certains estiment que son enquête piétine, il accorde son premier entretien à la presse. Interrogé par Paul Lefèvre sur La Cinq, il envisage des « rebondissements » à venir ainsi que l’éventualité qu'il y ait plusieurs coupables. Le juge reçoit alors un blâme.
Dans son édition du 26 octobre 1989, l'hebdomadaire de faits divers Le Nouveau Détective publie un entretien du juge Simon ayant été enregistré a son insu par le journaliste Jean-Paul Pradier : le juge y fait notamment part de la culpabilité de Bernard Laroche, cousin de Jean-Marie Villemin, que celui-ci tuera en 1985 , le soupçonnant du meurtre de Grégory. Maître Paul Prompt, avocat de la famille Laroche, demande alors le dessaisissement du juge. En janvier 1990, Maurice Simon est assigné à comparaître devant la cour d'appel de Dijon ; il se voit destitué du dossier, qui revient au juge Jean-Paul Martin,.
Très affecté par cette décision alors qu'il se sentait proche du but, Maurice Simon est victime de plusieurs malaises, puis d'un infarctus le 28 janvier 1990. Il reste trois jours dans le coma et se réveille amnésique, ne se souvenant plus de l’affaire. Il prend sa retraite dans la foulée et meurt en 1994, à l'âge de 71 ans.

## Après sa mort
Les parents de Grégory prénomment Simon leur enfant cadet, né en 1998, en hommage au juge.
En janvier 2016, son fils remet à la justice cinq cahiers de notes (environ 180 pages) dans lesquels son père indiquait ses impressions personnelles sur l’affaire,. L’année suivante, les médias en diffusent des extraits, notamment un, qui est jugé accablant pour le juge Lambert : « On reste confondu devant les carences, les irrégularités, les fautes […] ou le désordre intellectuel du juge Lambert. Je suis en présence de l’erreur judiciaire dans toute son horreur. […] »,. Le soir même, le juge Lambert se suicide à son domicile.
En juillet 1988, Maurice Simon indique : « Il paraît certain que Bernard Laroche a bien enlevé le petit Grégory Villemin. Il me reste à trouver […] qui a tué ce superbe enfant. » Il écrit ensuite : « C'est clair, il ne faut pas découvrir le ou les vrais coupables parce que ce sont Laroche et consorts et qu'il y a derrière eux le Parti communiste et des élus socialistes. Je m'explique mieux, dès lors, le culot des Bolle qui se croient tout permis. […] Il existe une volonté absolue de ce côté-là de faire de l'obstruction. […] Il est clair que c'est la panique et que l'on veut à tout prix m'empêcher d'entendre Murielle Bolle parce qu'on a peur qu'elle craque,. »
En 2025, aucun des différents protagonistes n’a livré de témoignages déterminants et l’affaire Grégory demeure non résolue.